# Iglesia de Santa María de Caná
La Parroquia Santa María de Caná es un templo parroquial católico, situada en la localidad madrileña de Pozuelo de Alarcón. El edificio fue diseñado por el arquitecto Fernando Higueras y fue inaugurado en 1999. Eclesiásticamente, pertenece a la vicaría VII de la archidiócesis de Madrid.
Desde entonces el párroco es D. Jesús Higueras Esteban, sobrino del citado arquitecto. En la fase final de la construcción del templo existieron serias desavenencias entre tío y sobrino, que culminaron con el despido de Fernando Higueras. 

## Descripción
Se trata de un complejo de 4.145 metros cuadrados, construido en ladrillo y según palabras del arquitecto, Fernando Higueras, trató de hacer un templo que tuviera "algo de antiguo, intemporal e insustituible, capaz de envejecer con el paso del tiempo dignamente y con el mínimo deterioro". En 1999 se produjo una desavenencia entra la dirección de obra y la propiedad debido a un desajuste en el presupuesto inicial presentado al Arzobispado de Madrid.
Se puede encuadrar dentro de la tendencia del constructivismo. El interior del templo se estructura en planta de cruz griega situándose el presbiterio con el altar en el centro del crucero conde la cúpula que lo cubre alcanza los veinte metros y los fieles en los cuatro brazos de la cruz. En este edificio, debajo de lo que es propiamente el templo, existe todo un complejo parroquial con distintas salas y otra capilla de menor tamaño bajo la iglesia principal.
Sobre la puerta de acceso principal se alza una torre que alcanza los cuarenta metros de altura y que es lo más distintivo de la construcción.
En los dibujos originales de Fernando Higueras, se puede observar que el remate superior del campanario iba a ser muy diferente, culminándose la estructura con dos cúpulas de altura similar a la cúspide actual. 
Durante la construcción, Fernando Higueras fue expulsado de la dirección de la obra, lo que provocó que las torres se rematasen de forma diferente y rudimentaria en comparación con el diseño original (el 80% aprox. del campanario fue construido por Fernando Higueras), este hecho impidió que en la actualidad se pudiesen disponer campanas en el campanario.

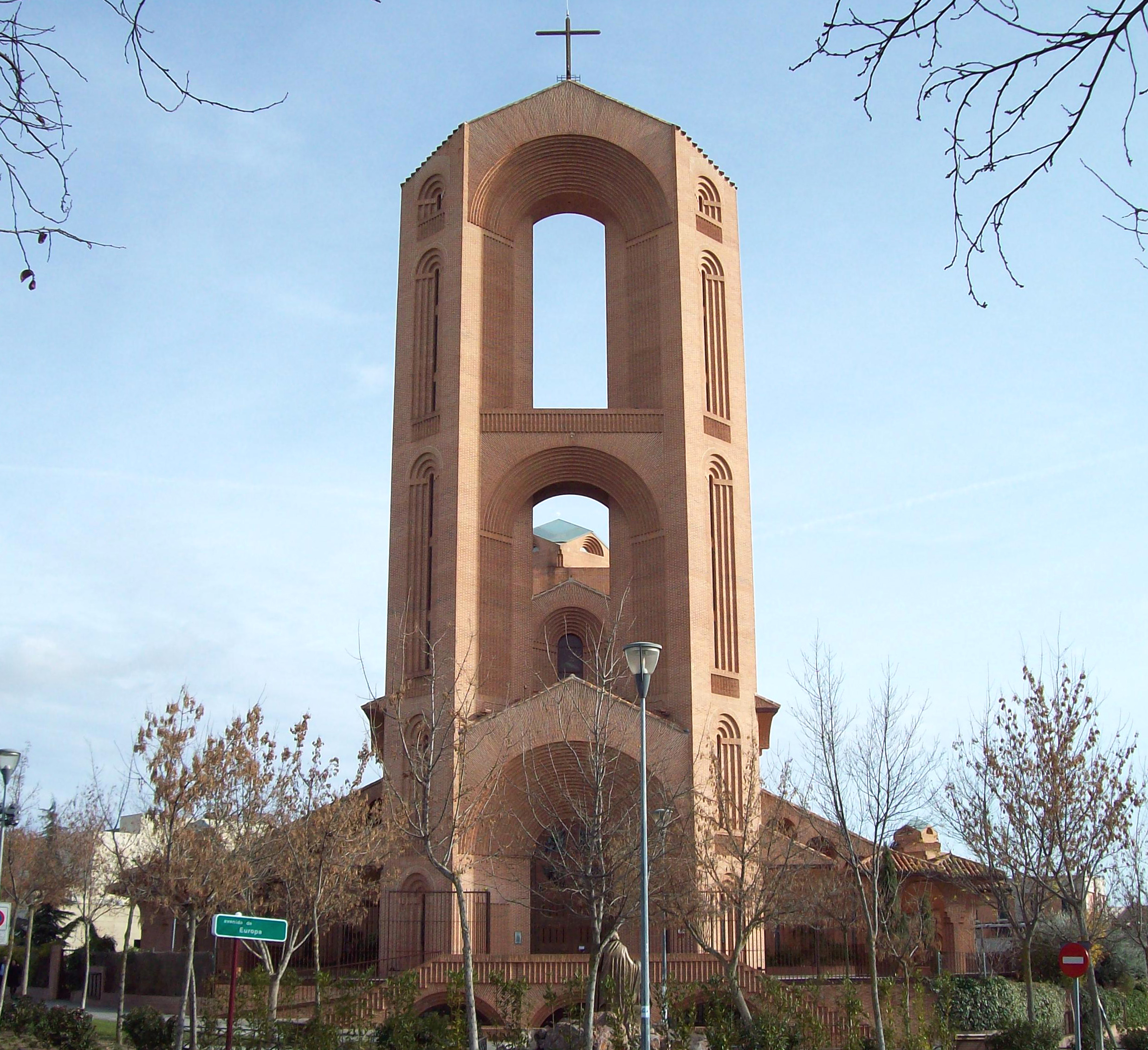
Vista frontal

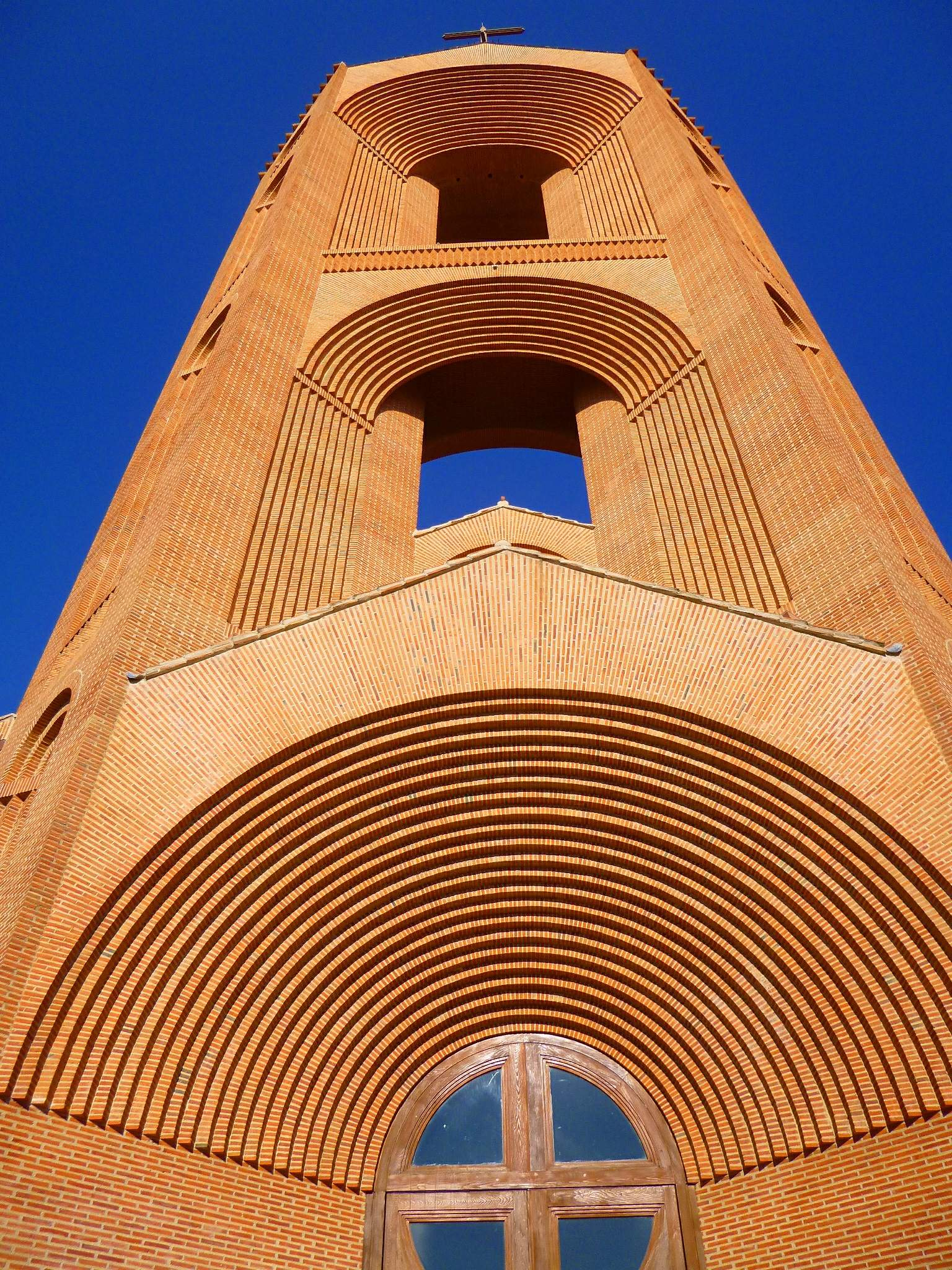
Torre

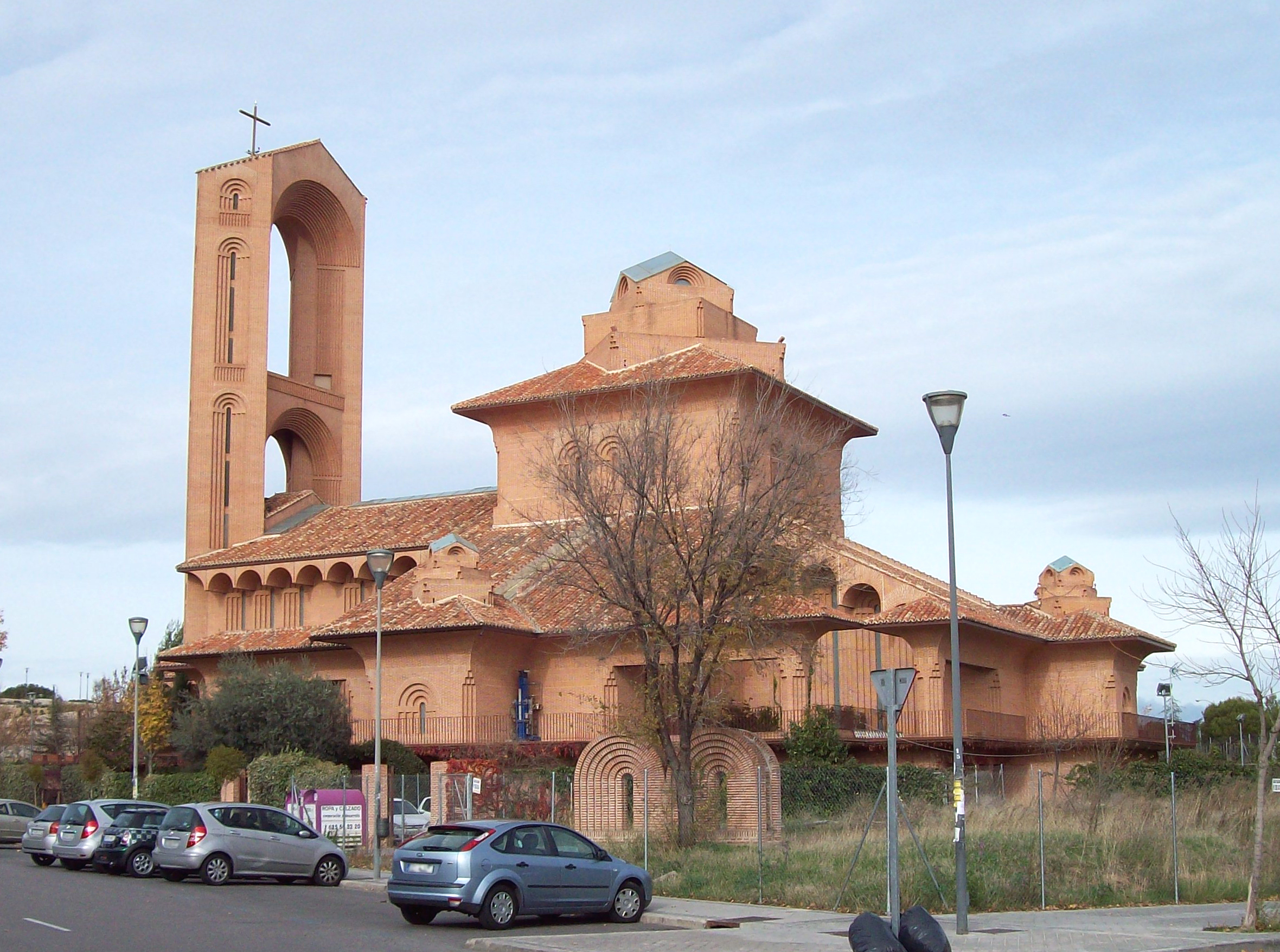
Vista del conjunto